# Dielheim
Dielheim là một xã nằm ở huyện Rhein-Neckar, thuộc bang Baden-Württemberg, Đức.